# Brandon Fields
Brandon Fields (Arlington, Texas, 13 de agosto de 1988) es un jugador de baloncesto estadounidense nacionalizado kazajo. Mide 1,93 metros, y juega en la posición de base.

## Trayectoria deportiva
Desarrolló su carrera universitaria en el Nevada Wolf Pack y tras no ser drafteado en 2010, su primera experiencia como profesional sería en las filas del CS Energia Rovinari rumano . Más tarde, desarrollaría su carrera en Hungría, Eslovaquia y República Checa. 
Formaría parte de los equipos de la liga de desarrollo de la NBA como Grand Rapids Drive, Idaho Stampede y Austin Spurs.
En enero de 2018, firma por el BC Neptūnas Klaipėda, para disputar la Lietuvos Krepšinio Lyga, procedente del BC Budivelnik ucraniano.